# Daniel Afriyie
Daniel Afriyie Barnieh (Kumasi, 26 de junio de 2001) es un futbolista ghanés que juega en la demarcación de centrocampista para el F. C. Aarau de la Challenge League.

## Selección nacional
Tras jugar en las categorías inferiores, finalmente hizo su debut con la selección de fútbol de Ghana el 10 de junio de 2022 en un encuentro amistoso contra Japón que finalizó con un resultado de 4-1 a favor del combinado japonés tras los goles de Miki Yamane, Kaoru Mitoma, Take Kubo y Daizen Maeda para Japón, y de Jordan Ayew para el combinado ghanés.

## Clubes
| Club                      | País         | Año       | Partidos | Goles |
| ------------------------- | ------------ | --------- | -------- | ----- |
| Rahimo FC                 | Burkina Faso | 2018-2019 |          |       |
| Accra Hearts of Oak S. C. | Ghana        | 2020-2023 | 61       | 13    |
| F. C. Zürich              | Suiza        | 2023-2025 | 50       | 2     |
| F. C. Aarau               | Suiza        | 2025-     |          |       |